# إسماعيل يس في مستشفى المجانين (فلم)
إسماعيل يس في مستشفى المجانين أحد أفلام الممثل إسماعيل ياسين المعروفة، إنتاج سنة 1958م وإخراج عيسى كرامة. بداية الفيلم حول طِعمه ووالدها الذي يستدين من معلمي الحارة الذين يرغبون الزواج بطعمه ويعد كل من يقرضه المال بتزويج ابنته له. يدور الفيلم حول شخصية حسونة الفطاطري الذي يقع في حب طعمة وفي نفس الوقت يقع في حبها علوة التمرجي فيحدث الصراع بين حسونة وعلوة والأب الذي يدخل حبيب طعمة مصحة الأمراض العقلية والتي يستطيع في نهاية الفيلم وفي يوم زفاف طعمة الهرب من المستشفى وكشف الحقيقة.

## الممثلون
- إسماعيل ياسين
- عبد الفتاح القصري
- هند رستم
- زينات صدقي
- عبد المنعم إبراهيم
- رياض القصبجي
- كيتي
- عبد الغني قمر
- فؤاد راتب شخصية الخواجة بيجو

## وصلات خارجية
- مقالات تستعمل روابط فنية بلا صلة مع ويكي بيانات

1. ↑  "معلومات عن إسماعيل يس في مستشفى المجانين (فيلم) على موقع kinopoisk.ru". kinopoisk.ru. مؤرشف من الأصل في 2019-12-10.
2. ↑  "معلومات عن إسماعيل يس في مستشفى المجانين (فيلم) على موقع imdb.com". imdb.com. مؤرشف من الأصل في 2017-02-08.